# 乌奇库杜克
乌奇库杜克是乌兹别克斯坦纳沃伊州的一座城市。该市位于克孜勒库姆沙漠中部，在苏联时期因拥有露天铀矿而被列为保密行政区。